# Crassula ammophila
Crassula ammophila (лат.) — вид суккулентных растений рода Толстянка (Crassula) семейства Толстянковые (Crassulaceae), естественно произрастающий на территории Капской провинции Южно-Африканской Республики.

## Название
Родовое латинское название Crassula происходит от латинского слова crassus, — «толстый», в основном из-за присутствия у растений этого рода сочных листьев.
Латинский видовой эпитет ammophila происходит от греческого и переводится как «любитель песка».

## Ботаническое описание
Растения представляют собой многолетние кустарники с ломкими, прямостоячими ветвями, достигающими длины до 80 см. Ветви часто вьющиеся, редко полегающие, с наличием старых листьев, которые в последствии опадают. Листья обладают формой продолговато-ланцетной, размерами 8-15 х 3-4 мм, с концами от тупо-острых до округлых. Сверху листья плоские или слегка выпуклые, снизу сильно выпуклые, густо покрытые отогнутыми прижатыми волосками, изменяющими цвет от серо-зеленого до серовато-коричневого.
Соцветие представляет собой тирс удлиненно-округлой формы с шаровидными дихазиями, имеющими короткий цветонос длиной 10-30 мм и прижатыми волосками. Чашечка состоит из треугольных лопастей длиной 2-2,5 мм, с длинными отстоящими волосками и нечеткими краевыми ресничками, имеющими серо-зеленый оттенок. Венчик трубчато-цилиндрический, сросшийся у основания на 0,3-0,6 мм, кремового цвета; доли пандуриформные, 3-3,5 мм длиной, с бороздчатой, клювовидной вершиной. Тычинки с черными пыльниками.

## Таксономия
Crassula ammophila Toelken, первое упоминание в J. S. African Bot. 41: 94 (1975).

### Синонимы
- Globulea ammophila (Toelken) P.V.Heath